# Myskebackarnas naturreservat
Myskebackarna är ett naturreservat i Asige socken i Falkenbergs kommun i Halland. Det är 43 hektar stort och består av bokskog, lövsumpskogar samt skogbevuxen myr. Det är skyddat sedan 2001. Området är kulligt och ligger på mellan 70 och 145-150 meter över havet. Inom området finns många rödlistade lavar.